# 전라남도기
전라남도기는 대한민국 전라남도를 상징하는 기이다. 현재 사용되고 있는 기는 2000년 1월 3일에 최초로 제정되었으며 2016년 8월 1일에 수정되었다.

## 디자인
하얀색 바탕 가운데에 전라남도의 공식 로고가 그려져 있고 로고 하단에 "전라남도"라는 검정색 글자가 쓰여져 있다. 현재 사용되고 있는 전라남도의 공식 로고는 찬란한 느낌을 주는 금색 사각형 안쪽에 주황색 동그라미, 초록색 잎이 달린 리듬감 있는 곡선, 파란색 바다 물결 무늬를 띤 역동적인 곡선이 그려진 것이 특징이다. 전체적으로는 전라남도의 대표적 경관인 황금 들판, 태양, 녹색 자연, 푸른 바다를 나타내고 있다. 로고의 주된 색인 금색은 풍요로움을 강조하는 색이다.
금색 사각형은 전라남도의 기름진 황금 들판, 희망을 담은 대지의 풍요로움을 뜻한다. 사각형 안쪽 상단에 그려진 주황색 동그라미는 영원한 생명력을 가지고 떠오르는 태양을 뜻한다. 태양 아래에 그려진 초록색 잎과 파란색 바다 물결 무늬를 역동적, 희망적인 이미지로 표현한 것은 생기가 넘치는 전라남도민의 따뜻한 온정을 나타낸다. 초록색 잎은 천혜의 자연 환경을 가진 전라남도가 친환경적으로 성장하고 진화하는 아름다운 곳임을 나타낸다. 파란색 물결 무늬는 전라남도의 해양 지향적인 발전, 전라남도민이 가진 미래를 향한 힘찬 도전 정신, 활력이 넘치는 젊은 기상을 나타낸다. 사각형 안쪽 중앙에 있는 초록색 잎, 하단에 있는 파란색 바다 물결 무늬를 생동감 있고 조화로운 곡선을 디자인으로 표현한 것은 개방과 소통을 통해 정감이 넘치는 전라남도민의 정서, 전통과 예술 속에서 살아 숨쉬는 전라남도민의 부드러움, 넉넉한 정을 표현하고 있다.

### 색상
| 색상    | 하양        | 금색       | 주황       | 초록        | 파랑        | 검정     |
| ------- | ----------- | ---------- | ---------- | ----------- | ----------- | -------- |
| CMYK    | 0–0–0–0     | 0–16–85–0  | 0–50–78–4  | 100–0–37–41 | 100–38–0–26 | 0–0–0–78 |
| RGB     | 255–255–255 | 255–214–38 | 245–122–54 | 0–150–95    | 0–117–189   | 56–56–56 |
| 웹 색상 | #FFFFFF     | #FFD726    | #F57A36    | #00965F     | #0075BD     | #383838  |

## 과거의 기

### 제1대 기 (1964년 ~ 2000년)

전라남도기 (1964년 ~ 2000년 1월 2일)

1964년부터 2000년 1월 2일까지 사용된 전라남도기는 노란색과 남색 가로 줄무늬 가운데에 전라남도의 로고가 그려져 있는 기이다. 노란색은 전라남도의 농업, 대지, 곡창 지대를 나타내고 남색은 해산물의 보고라고 부르는 전라남도의 바다를 나타낸다. 노란색과 남색 가로 줄무늬의 조화는 육지와 바다가 접하는 전라남도의 무궁한 발전을 나타낸다.
기에 그려진 전라남도의 로고는 가운데에 ㅈ자와 ㄴ자를 조합한 갈색 문양이 그려져 있고 왼쪽에 갈색 윤곽선을 띤 금색 쌀, 초록색 잎사귀를 가진 벼 이삭, 오른쪽에 하늘색 윤곽선을 띤 하얀색 물고기가 그려져 있는 디자인이다. 벼의 초록색 잎사귀는 전라남도를 구성하는 시 단위를, 금색 쌀은 전라남도를 구성하는 군 단위의 연대성·단결을, 물고기는 전라남도의 수산물을 나타낸다. ㅈ자 문양은 전라남도를 나타내는 'ㅈ'자, 전라남도의 풍부한 지하자원, 풍요로운 바다와 육지를 기반으로 하는 공업화를, ㄴ자 문양은 전라남도를 나타내는 'ㄴ'자, 선박의 닻, 삼면이 바다와 접하고 있는 환경을 기반으로 하는 전라남도의 해운 발전을 나타낸다.
| 색상    | 노랑       | 남색       | 갈색       | 초록       | 하늘       | 하양        |
| ------- | ---------- | ---------- | ---------- | ---------- | ---------- | ----------- |
| CMYK    | 0–2–80–6   | 67–59–0–50 | 0–32–65–45 | 97–0–51–69 | 75–32–0–18 | 0–0–0–0     |
| RGB     | 240–236–48 | 42–52–128  | 140–95–49  | 2–78–38    | 52–142–209 | 255–255–255 |
| 웹 색상 | #F0EC30    | #2A3480    | #8B5E31    | #024E26    | #348ED1    | #FFFFFF     |

### 제2대 기 (2000년 ~ 2016년)

전라남도기 (2000년 1월 3일 ~ 2016년 7월 31일)

2000년 1월 3일에 현재 사용되고 있는 전라남도의 공식 로고가 제정되었다. 2016년 8월 1일에 로고 디자인과 글꼴이 수정되었다.

## 같이 보기
- 전라남도의 상징

## 참고자료
- 자치법규정보시스템 - 전라남도 상징물 관리 조례